# Fuchsendorf (Kirchenpingarten)
Fuchsendorf ist ein Gemeindeteil der Gemeinde Kirchenpingarten im Landkreis Bayreuth (Oberfranken, Bayern). Fuchsendorf liegt in der Gemarkung Lienlas.

## Geografie
Der Weiler liegt am Blumenbach, einem linken Zufluss der Haidenaab. Gemeindeverbindungsstraßen führen zur Staatsstraße 2177 (0,4 km westlich) und zu einer anderen Gemeindeverbindungsstraße (0,6 km nördlich), die westlich nach Lienlas bzw. östlich nach Ahornberg verläuft. Eine Anliegerstraße führt die St 2177 kreuzend nach Herrnmühle (0,8 km südlich).

## Geschichte
Fuchsendorf wurde im Jahr 1378 als Besitz der Herren von Weidenberg erwähnt. Ende des 14. Jahrhunderts wurde der Ort „Fosserndorf“ genannt, etwas später „Fochsendorf“ und 1497 erstmals „Fuchsendorf“. Der Ort lag im Fraischbezirk des oberpfälzischen Landrichteramtes Waldeck-Kemnath. Seit Anfang des 17. Jahrhunderts war „Fuchssendorff“ Sitz des Gutsherren Hans David Dietz. Ihm stand die Grundherrschaft über die vier Mannschaften zu. 1792 gab es fünf Untertanen mit insgesamt 1 1⁄32 Hoffuß Ackerland.
Mit dem Gemeindeedikt wurde 1808 der Steuerdistrikt Fuchsendorf gebildet, zu dem Dennhof, Grub, Herrnmühle, Lienlas und Schmetterslohe gehörten. Mit dem Gemeindeedikt von 1818 entstand die Ruralgemeinde Lienlas, zu der Fuchsendorf gehörte. In der freiwilligen Gerichtsbarkeit unterstand der Ort dem Patrimonialgericht Fuchsendorf. Am 1. Januar 1972 wurde Fuchsendorf nach Kirchenpingarten eingemeindet.

### Einwohnerentwicklung
| Jahr      | 001818 | 001824 | 001861 | 001871 | 001885 | 001900 | 001925 | 001950 | 001961 | 001970 | 001987 |
| Einwohner | 64     | 49     | 52     | 63     | 59     | 52     | 48     | 37     | 32     | 39     | 36     |
| Häuser    |        | 8      |        |        | 8      | 7      | 7      | 7      | 7      |        | 8      |
| Quelle    | [ 11 ] | [ 8 ]  | [ 12 ] | [ 13 ] | [ 14 ] | [ 15 ] | [ 16 ] | [ 17 ] | [ 18 ] | [ 19 ] | [ 1 ]  |

## Religion
Fuchsendorf ist römisch-katholisch geprägt und nach St. Jakobus der Ältere (Kirchenpingarten) gepfarrt.